# Frankenthal (Renania-Palatinado)
Frankenthal (pronunciación en alemán: /ˈfʁaŋkn̩ˌtaːl/ⓘ) es una ciudad alemana perteneciente al estado federado de Renania-Palatinado. Se encuentra al noroeste de la región del Palatinado Renano, entre las ciudades de Worms y Ludwigshafen am Rhein. La ciudad se encuentra dentro de la área metropolitana del Rin-Neckar, que comparten los estados de Hesse, Renania-Palatinado y Baden-Wurtemberg.

## Historia

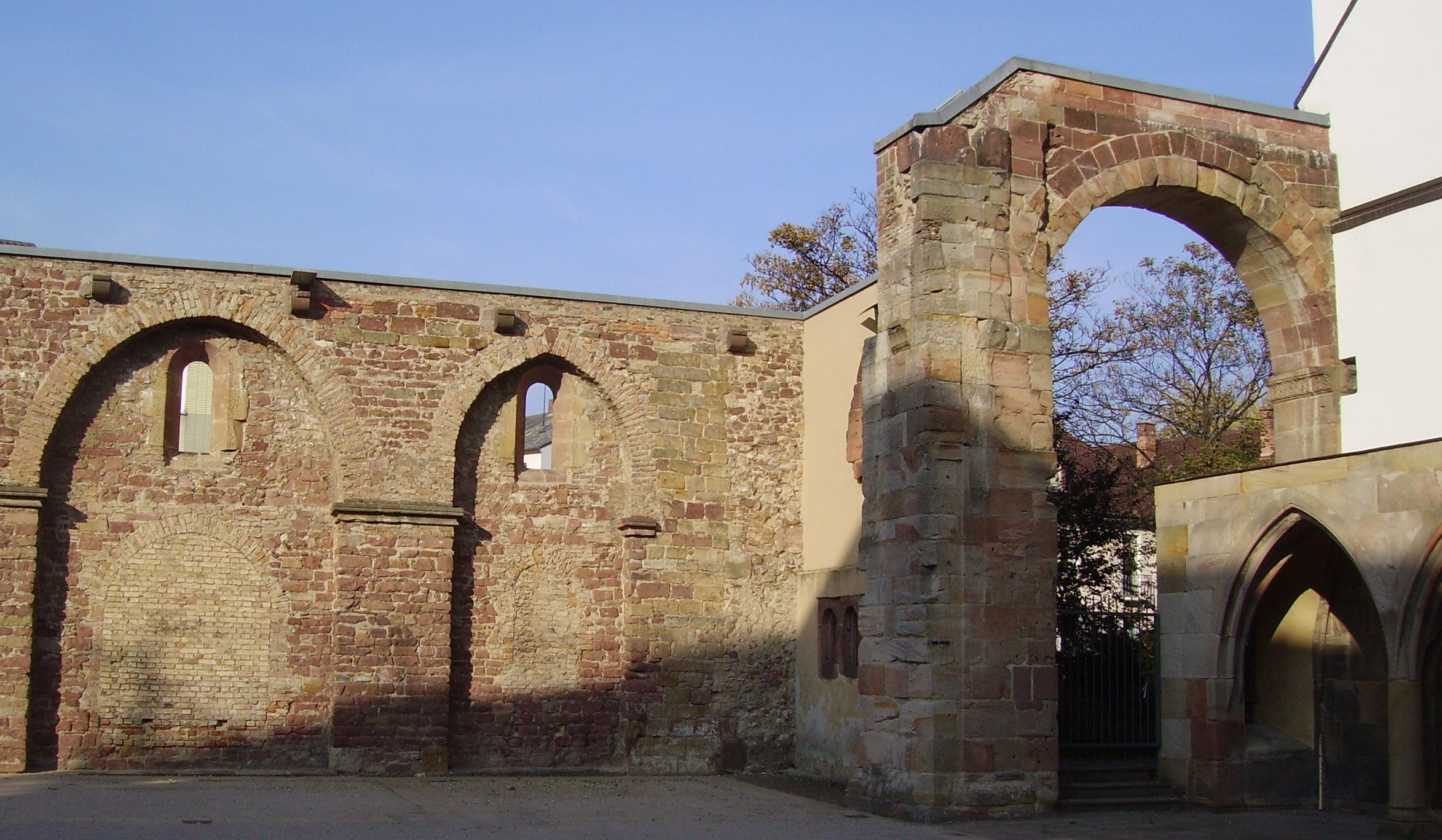
Ruinas del Erkenbert en el centro de la población.

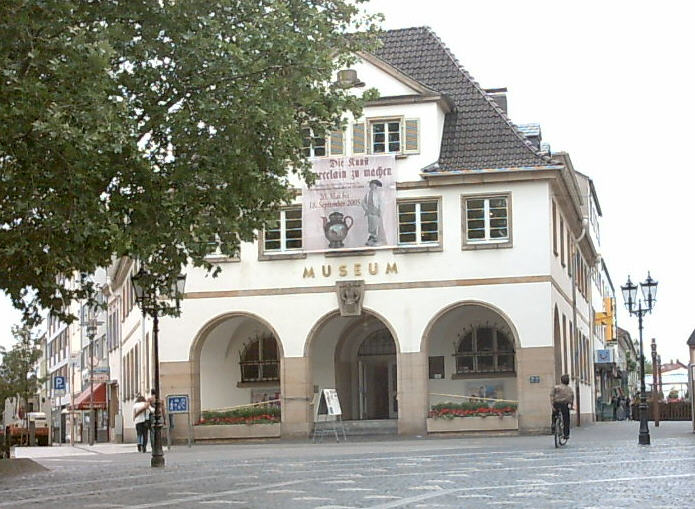
Museo Erkenbert

Cronología
| 772     | Primera noticia sobre Franconodal                                                                                 |
| 1119    | Inauguración del Coro de los Agustinos                                                                            |
| 1562    | Establecimiento de 58 familias calvinistas en la ciudad. Firma de una „Capitulación“ con el príncipe Federico III |
| 1577    | Primer fuero de la ciudad                                                                                         |
| 1623    | Tropas españolas toman la ciudad.                                                                                 |
| 1632    | En noviembre las tropas suecas conquistan la villa.                                                               |
| 1635    | España la recupera en octubre                                                                                     |
| 1652    | Devolución en mayo de la población al Palatinado, a cambio de derechos sobre Besanzón.                            |
| 1718    | Inicio de la fortificación de la ciudad bajo el mandato de Carlos III Felipe del Palatinado.                      |
| 1755    | Inauguración de la fábrica de porcelana                                                                           |
| 1770-73 | Construcción de las puertas de Speyer y Worms (aún en pie)                                                        |
| 1772-81 | Construcción de un canal hasta el Rin (taponado en 1955)                                                          |
| 1919    | Unión de Flomersheim, Mörsch y Studernheim                                                                        |
| 1943    | Bombardeo aéreo que destruye el 90% de la ciudad.                                                                 |
| 1969    | Unión de Eppstein                                                                                                 |

### Desarrollo
En un certificado del Convento de Lorsch del año 772 se nombra por primera vez a la localidad, que se llamaba Franconodal y tenía su origen en un asentamiento franco del siglo V. Hasta el siglo XII no se tiene ninguna noticia importante sobre la localidad.
Con la construcción del monasterio agustino, patrocinado por el noble de Worms Erkenbert en 1119 así como un convento femenino, patrocinado por su mujer Richlindis seis años más tarde, la vida del pueblo cambió radicalmente. El convento masculino se desarrolló rápidamente, convirtiéndose en un centro cultural y económico. Con ello Frankenthal aumentó su importancia a nivel regional. De especial renombre es el Scriptorium del convento, del cual salieron muchos manuscritos.

## Geografía
La ciudad se encuentra en la Depresión del Rin entre el Pfälzerwald (al oeste) y el Odenwald (al este). El Isenach fluye a través de Frankenthal, justo antes de desembocar en el Rin. El municipio se encuentra en el punto más bajo del Palatinado, a una cota de 87,3 m sobre el nivel del mar. Este punto se encuentra a pocos cientos de metros del Rin, en las huertas de patatas conocidas como Klosgartenhofes, muy cerca de la frontera con Ludwigshafen am Rhein. El punto más elevado es el Monte Scherbelino, una pequeña colina dentro del parque acuático de la ciudad, que alcanza una cota de 117,25 m sobre el nivel del mar.

## Ciudades hermanadas
Oficiales
- Colombes (Francia)
- Strausberg (Alemania)
- Sopot (Polonia)

Relaciones cercanas
- Butamwa (Ruanda)

Amistad entre ciudades
- Berlín-Neukölln (Alemania)
- Puschkin (Rusia)
- Blumenau (Brasil)